# Bohutín (Příbrami járás)
Bohutín település Csehországban, a Příbrami járásban. Bohutín Láz, Vysoká u Příbramě, Narysov és Příbram településekkel határos. Lakosainak száma 2002 fő (2024. január 1.).

## Népesség
A település lakosságának változását az alábbi diagram mutatja:
| Lakosok száma | 1610 | 2061 | 1480 | 991  | 1344 | 1487 | 1727 | 1820 | 1837 | 2002 |
|               | 1869 | 1890 | 1921 | 1950 | 1980 | 2001 | 2017 | 2019 | 2022 | 2024 |